# Museo Goya - Colección Ibercaja - Museo Camón Aznar

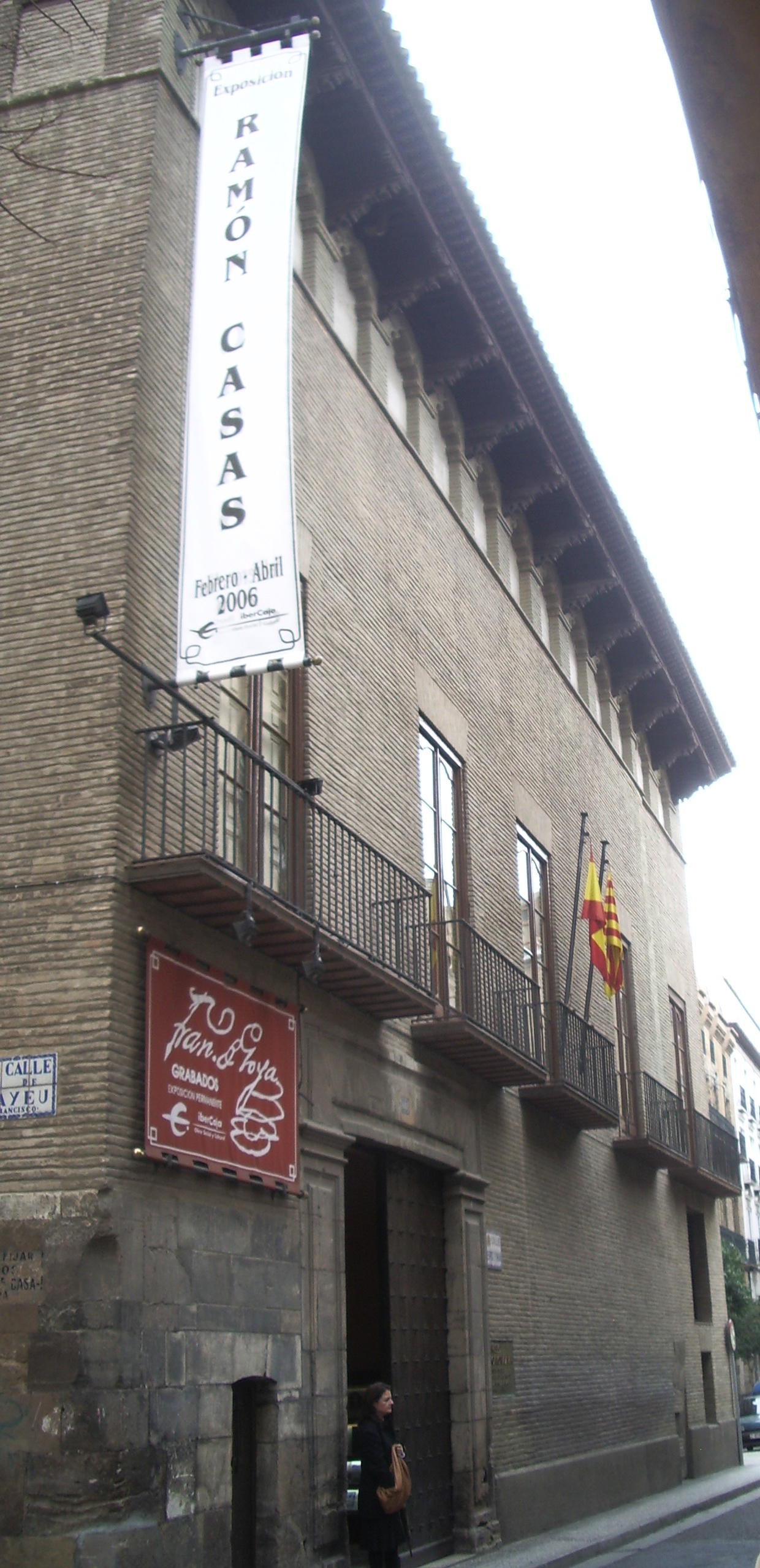
Museo Goya - Colección Ibercaja - Museo Camón Aznar

Het Museo Goya - Colección Ibercaja - Museo Camón Aznar is een museum in het Spaanse Zaragoza. Het museum werd gesticht in 1979; de meeste werken komen uit de collectie van José Camón Aznar. Sinds 2015 worden er ook stukken tentoongesteld uit de collecties van Ibercaja en van de Real Sociedad Económica Aragonesa de Amigos del País. In de collectie zitten verschillende schilderijen en gravures van Francisco de Goya. 